# Никольский, Иван Михайлович
Иван Михайлович Никольский (4 января 1878, селе Ляцково, Тверская губерния — 25 августа 1937) — православный священник, священномученик.

## Биография
Родился в семье псаломщика Михаила Никольского. Учился в Тверской духовной семинарии, по окончании которой был рукоположён во священника и направлен служить в одно из сёл Кимрского уезда.

## Священническое служение

### Первый арест
Во время гонений на Церковь в 1929 году отцу Иоанну поступило распоряжение доставить к 10 ноября 25 пудов (около 410 кг) ржи на государственный хлебосдаточный пункт. Он получил повестку только 12 ноября, так как был в отъезде. Когда на следующий же день привёз зерно, был арестован за то, что опоздал на три дня. Суд приговорил отца Иоанна к конфискации всего имущества и ссылке за пределы Кимрского района.
Отец Иоанн решил переехать с семьёй в Тверь, так как там жил его двоюродный брат, протоиерей Василий Владимирский. Архиепископ Фаддей (Успенский) (впоследствии прославленный как святой) определил отцу Иоанну служить в храме Рождества Христова.
Вскоре отец Василий вместе с многими другими тверскими священниками был арестован ОГПУ, осуждён и отправлен в ссылку. Оставшиеся на свободе священники стали чаще посещать семьи сосланных собратьев, так как те остались без кормильцев. Соответственно, отец Иоанн часто заходил к супруге отца Василия, Надежде Николаевне, которой было уже 72 года, но у которой не оставалось никого из родных.

### Второй арест и ссылка
Эти посещения квартиры заключённого не прошли мимо ОГПУ, и 29 января 1933 года отец Иоанн был арестован и посажен в Тверскую тюрьму. Поскольку ОГПУ не располагало никакими доказательствами его вины, следователь пытался добыть их у соседей семьи Владимирских, но тщетно. Лишь 14 марта, через полтора месяца после ареста, отца Иоанна вызвали на первый допрос. Следователь спросил, как он относится к советской власти.
— Как человек верующий, — ответил о. Иоанн, — я считаю советскую власть Богом поставленной, и ей следует повиноваться не только за страх, но и за совесть. Причин быть враждебным советской власти я не вижу. Она дала право гражданам свободно исповедовать свою религию, верующим дала возможность организовываться в общины, оградила их права определенными законами и инструкциями. Повиновение советской власти я считаю своим долгом и веду себя как священнослужитель и как гражданин строго в рамках законности, чтобы не принести вред государству и не подвергать себя опасным взысканиям.
— Но в душе-то вы всё-таки враг советской власти, — сказал следователь.

— Да, временами я чувствую обиду, — ответил священник, — но не на советский закон или власть, а на представителей низших органов советской власти, которые, проводя политику высших органов власти, незаконно притесняли меня. Но я подавлял в себе чувство обиды и покрывал его христианским терпением и покорностью или обращался за защитой к высшим органам власти, и не напрасно.
Тогда следователь поинтересовался, с какими целями подсудимый посещал квартиру отца Василия, не читал ли он там газет, как комментировал то, что читал, и не было ли в это время других людей в квартире. Отец Иоанн ответил:
— Владимирский — мой двоюродный брат; как родственник, не имея других знакомых в городе, я заходил к нему, а когда его выслали, заходил к его жене, интересуясь, что пишет брат и как себя чувствует.

На следующий день в тюрьме отец Иоанн написал заявление прокурору по наблюдению за органами ОГПУ. Он писал: 
«При допросе 14 марта следователь Агафонов показания мои записал кратко и иногда неточно, чем искажается их смысл, при подписании протокола допроса лишил меня возможности сделать оговорку... Следователь очень интересовался, читал ли я в доме Владимирского газеты. Я пояснил, как и было, что, когда хозяйка занята была домашними хлопотами и я оставался один, я читал, что попадало под руку, книги или газеты. Непродолжительные разговоры наши вращались больше около личности её мужа, теперь умершего. Вести какие-либо разговоры о политических событиях не располагали ни обстоятельства, ни обстановка. Письма от Владимирского получались все тревожные: его обокрали, оставшись без теплой одежды, он студился, хворал, окончательно слег и помер. Жене его, убитой горем и в слезах, было не до посторонних разговоров. К квартире Владимирских прилегают три квартиры, отделяющиеся от неё легкими переборками и занятые посторонними жильцами. Кто же решится в такой обстановке устраивать чтение газет и обсуждение их в смысле критики политики существующей власти, на чем так настаивает гражданин следователь? Кто еще ходит к Владимирской, я не знаю. Случалось, что при мне заходили к ней по своим делам незнакомые мне женщины и, поговорив, уходили. Следователь Агафонов сказал мне, что в деле есть еще показания свидетелей о том, что в мае месяце  мы трое: я, Флоренский и Владимирский, в квартире последнего читали газеты, делали какие-то политические выводы, злорадствовали; другое показание, что я где-то говорил о пришествии антихриста, о близкой кончине мира. Следователь не опросил меня по содержанию этих показаний, отказал мне дать очную ставку, между тем эти показания, если только они есть в деле, чисто провокаторские или корыстные... По показанию свидетеля, дело было в мае прошлого года. Владимирский в это время был уже в исправительно-трудовом учреждении, а Флоренский в 1930 году выехал из Калинина и не бывает здесь...

Уверяю Вас, гражданин прокурор, что показания мои вполне искренни, и прошу сделать распоряжение, чтобы Тройка при обсуждении моей виновности, считалась с моими показаниями, написанными моею рукою, а не показанием, записанным неточно с моих слов следователем. Прошу Вас еще дать мне возможность иметь очную ставку со свидетелями, дававшими обо мне показания заведомо ложные. Виновным себя в антисоветской пропаганде я не признаю, тем более что я давно поставил себе жизненным правилом быть в стороне от политики...»
Это заявление конечно во внимание принято не было. 26 апреля Тройкой ОГПУ отец Иоанн был приговорён ссылки на три года в Казахстан. Уже через три дня священника отправили по этапу в Алма-Ату.
Вернулся отец Иоанн на родину в Калининскую область в 1936 году. Вскоре начались новых гонений на Церковь. Несмотря на заключение в тюрьмы и ссылку, отец Иоанн продолжал служить Богу и Церкви и был назначен архиепископом Фаддеем в храм села Кунганово Высоковского района Тверской епархии. Там священник продолжал служить, стараясь ревностно проповедовать во время службы, но в разговоры на политические темы не вступал, понимая, как внимательно следит за ним ОГПУ.

### Третий арест и расстрел
Тем не менее 4 августа 1937 года отец Иоанн был снова арестован. Уже то, что он, будучи дважды осуждён, ни на следствии, ни в ссылке, ни вернувшись домой, так и не отказался от священнического служения, было достаточной причиной для ареста.
«Дежурные свидетели», вызванные сразу же после ареста показали по указанию следователя, что «священник говорил, что советская власть закончится и люди пойдут к Божьему храму с повинной головой; что к священнику в дом ходят люди, что на вопрос, почему к нему не приезжает его матушка, он ответил, что она боится бесов, и он сам ездит к ней в Тверь, а в проповеди в храме говорил, что сейчас в России идет гонение на верующих». 8 августа состоялся допрос отца Иоанна.
— Расскажите о вашей контрреволюционной деятельности против советской власти, — попросил следователь.
— Контрреволюционной деятельности с моей стороны не было. Если были какие разговоры несоветского порядка, то несознательно, но я таких случаев не помню. Иногда у меня были сомнения в правильности проводимой политики советской власти, но я их сам рассеивал. Помню, однажды по радио я слышал, что лён убрали за 60 дней, в то время когда картофель и другие плоды не были убраны, вот это я считал неправильным, но потом подумал, что возможно, лён нужнее.
— Следствие требует от вас правдивых, откровенных показаний о вашей контрреволюционной деятельности.

— Других показаний я дать не могу, так как считаю свои показания правильными. Никакой контрреволюционной работы я не проводил совершенно.
На этом следствие закончилось. 22 августа тройка УНКВД по Калининской области приговорила отца Иоанна к расстрелу за «антисоветскую деятельность». 25 августа 1937 года священник Иоанн Никольский был расстрелян.

## Реабилитация
Был реабилитирован 24 мая 1989 года Тверской областной прокуратурой.

## Прославление
Причислен к лику святых новомучеников и исповедников Российских на Юбилейном Архиерейском Соборе Русской православной церкви в августе 2000 года для общецерковного почитания. День памяти — 12 (25) августа.